# David Morgan (giocatore di baseball)
David Scott Morgan (Mission Viejo, 26 ottobre 1999) è un giocatore di baseball statunitense, di ruolo lanciatore, che gioca per i San Diego Padres (MLB).
Con gli stessi Padres ha debuttato nelle Majors nella stagione 2025.